# 신니중학교
신니중학교(薪尼中學校)는 대한민국 충청북도 충주시 신니면 신청리에 있는 공립 중학교이다.

## 학교 연혁
- 1977년 6월 29일 : 신니중학교 설립 인가(12학급)
- 1978년 3월 6일 : 개교(257명 입학)
- 1999년 12월 18일 : 교사 증축 2개 교실(3층)
- 2003년 2월 13일 : 다목적교실 및 교사 편의실 신축
- 2006년 10월 31일 : 도서실 개축 및 확장
- 2009년 6월 25일 : 미래형 첨단교실 구축
- 2010년 9월 1일 : 농산촌 전원학교 선정
- 2015년 11월 26일 : 자유학기제 연구학교 운영 보고
- 2023년 2월 10일 : 제43회 졸업식(12명) 졸업생 누계 3,404명
- 2023년 3월 1일 : 제27대 이창기 교장 부임
- 2023년 3월 2일 : 2023학년도 입학식(5명)

## 참고 자료
- 신니중학교 - 한국교육학술정보원 학교알리미